# Raytheon T-1 Jayhawk
O Raytheon T-1 Jayhawk é um avião a jato bimotor utilizado pela Força Aérea dos Estados Unidos para treinamento avançado de pilotagem. Os estudantes de T-1A normalmente se qualificam para pilotarem aeronaves grandes, como cargueiros. A versão T-400 é utilizada pela Força Aérea de Autodefesa do Japão.